# Vodenbuhe
Vodenbuhe (lat.: Daphniidae) su porodica slatkovodnih planktonskih račića iz infrareda rašljoticalaca (lat.: Cladocera), iz razreda škrgonošaca (Branchiopoda)

## Opis i stanište
Tijelo vodenbuha dugo je u prosjeku oko 1 milimetar. Imaju dvodijelnu hitinsku ljušturicu i izrazito razvijen drugi par ticala, u obliku grana, što služe za plivanje. Oba postrana sastavljena oka spojena su u jedno veće vrlo pigmentirano oko na sredini glave. Razmnožavaju se spolno i nespolno (partenogenezom). Raširene su u slatkim vodama, gdje se pretežno hrane algama, a same su gotovo najvažnija hrana mladih riba.

## Vrste
Od mnogih vrsta najpoznatije su obična vodenbuha (Daphnia pulex), velika vodenbuha (Daphnia magna) i Daphnia longispina.